# Ivan Lučić
Ivan Lučić (født 23. marts 1995) er en østrigsk fodboldspiller (målmand). Han har blandt andet spillet for SV Ried og Bayern Münchens andethold.
Hans forældre er fra Kroatien.

## Karriere
Lučić blev den 28. januar 2017 udlejet til den danske klub AaB på en kontrakt gældende for resten af sæsonen. Allerede den 3. maj 2017 valgte AaB at ophæve kontrakten med Lučić med øjeblikkelig virkning, idet han ifølge sportschef Allan Gaarde ikke havde formået "at have levet op til værdierne i klubben".